# Aulo Gabinio
Aulo Gabinio (en Latín, Aulus Gabinius) fue un militar y político romano del siglo I a. C. Es una de las más importantes personalidades del periodo que precedió a la segunda guerra civil.

## Primeras magistraturas
De fiiación incierta, durante su juventud se decantó hacia los placeres y se dedicó al juego de los dados, al vino y a las mujeres. Tenía el pelo rizado tratado con ungüentos y en sus mejillas usaba colorete. Era aficionado al baile, la música y el canto. Cicerón en sus escritos lo crítica fuertemente. Se rodeó de compañías del mismo tipo y tuvo una vida disoluta, dilapidando su fortuna.
Su nombre está indisolublemente ligado a la Lex Gabinia, con la cual, como tribuno de la plebe, en el año 67 a. C. consiguió que el Senado concediese a Pompeyo los más amplios poderes posibles para liderar la guerra contra los piratas que llevaban decenios invadiendo el Mediterráneo y sus costas.
El decreto provocó fortísimas protestas y tensiones porque se iban a concentrar en las manos de un solo hombre un gran poder: máxima libertad operativa, una Armada con más de 500 naves, 5000 Caballeros y un total de 20 Legiones. El tribuno Trebellius intentó detener la votación por medio de su veto, con lo que Gabinio propuso que debía ser privado de su tribunado. No fue hasta que diecisiete de las treinta y cinco tribus votaron en contra de su continuidad en el cargo, que Trebellius retiró su oposición a la medida de su colega.
La ley finalmente fue aprobada gracias al apoyo político de Julio César y Cicerón que, aun siendo consciente de su ilegalidad, la consideraba necesaria. Al año siguiente Gabinio mantuvo como Legado a Pompeyo, que tras haber vencido en sólo tres meses la resistencia de los piratas había atacado, con el mandato que le había conferido la Lex Manilia -otra ley al hilo de la Gabinia-, al rey Mitrídates VI del Ponto, en la provincia romana de Asia.

## Tribuno de la plebe
El senado resentido pospuso su nombramiento como uno de los legados de Pompeyo, y por lo tanto no pudo acompañarlo a Asia. Más tarde Gabinio se hizo construir una mansión en las cercanías de la que tenía Lúculo en Tusculum, que superó en mucho la magnificencia de la del general.
Gabinio también durante su tribunado propuso una ley que regulaba el dinero que podían dar en préstamo los provinciales a Roma y declaraba nulos todos los contratos de más del doce por ciento de interés (legislación contra la usura). Otro ley suya fue la que obligaba en el senado a recibir a los embajadores extranjeros entre el día 1 de febrero y el día 1 de marzo, puesto que según la ley anterior (Lex Pupia) el senado no se podía reunir en días de comicios.

## Consulado
En el año 61 a. C. fue nombrado pretor y se encargó de organizar una serie de juegos. En el intervalo entre su tribunado y su pretura parece haber estado en el Oriente, y haber acompañado a Marco Emilio Escauro a Judea, donde, en el conflicto entre los Macabeos, recibió un soborno de 300 talentos de Aristóbulo
En el año 58 a. C. fue nombrado cónsul junto con Lucio Calpurnio Pisón Cesonino, favoreciendo desde este cargo la acción que el tribuno de la plebe Publio Clodio Pulcro estaba emprendiendo contra Cicerón, que fue enviado al exilio por haber condenado ilegalmente a muerte a los ciudadanos que habían participado en la segunda conjuración de Catilina (63 a. C.).
Por un edicto, los cónsules prohibieron al senado demostrar ningún luto por el destierro y las tierras de la villa de Cicerón en Tusculum fueron incorporadas a la villa de Gabinio. Cuando Clodio se enemistó con Pompeyo, Gabinio permaneció leal a su patrón y entonces fue víctima de la hostilidad de Clodio que rompió las fasces (símbolo del poder de los cónsules) e impuso una ley (lex sacrata) que dedicaba las tierras de Cicerón de Tusculum a los dioses.

## Proconsulado
En el año 57 a. C. obtuvo el gobierno de la provincia de Siria, con el título de procónsul. Cuando llegó a su provincia, encontró a Judea en un estado de agitación. La disputa entre los dos hermanos, Juan Hircano y Aristóbulo, se había decidido en favor del primero. Pompeyo había dado a Hircano el cargo de sumo sacerdote, y se había llevado a Aristóbulo prisionero, con dos de sus hijas, y sus dos hijos, Alejandro y Antígono, pero Alejandro, en su camino a Italia, escapó de la custodia, volvió a Judea, y derrocó a Hircano de su cargo.
Gabinio obligó a Alejandro a dejar el poder y restituyó a Juan Hircano su papel de sumo sacerdote en Jerusalén, introdujo importantes cambios en el gobierno de Judea, al dividir el país en cinco distritos, en cada uno de los cuales creó un consejo supremo y mandó reconstruir numerosas ciudades. Tal vez a causa de algunos de sus éxitos en Judea es que Gabinio envío una solicitud al Senado para ser honrado con una supplicatio, pero el Senado, para mostrar su hostilidad hacia él y a su patrón Pompeyo, rechazó su demanda, una afrenta que nunca antes se había hecho, en circunstancias similares, a ningún procónsul.
En Partia los dos hijos de Fraates III de Partia, Orodes y Mitrídates se disputaban también el poder luego de asesinar a su padre. Mitrídates compró el apoyo de Gabinio, y este organizó una expedición pero cuando ya había cruzado el Éufrates con su ejército, la abandonó por una empresa mucha más productiva; Ptolomeo XII Auletes había sido expulsado de su reino y mientras él estaba ausente, solicitando al Senado de Roma ayuda para su restauración, los alejandrinos pusieron en el trono a su hija Berenice IV; esta se casó con el rey seléucida Seleuco VII Filométor que probablemente ya no tenía más que un poder local. Berenice se deshizo pronto de su esposo antes del 56 a. C. y entonces se casó con Arquelao de Comana, quien se hacía pasar por un hijo de Mitrídates el Grande, y que se había unido al ejército romano con la intención de acompañar a Gabinio en su campaña contra los partos. Gabinio se opuso a los planes del ambicioso Arquelao, que, sin embargo, logró escapar del ejército romano, llegó a Alejandría, se casó con Berenice, y fue declarado rey. Dion Casio piensa que Gabinio fue cómplice en la fuga de Arquelao.
Tal era el estado de cosas en Egipto, cuando Ptolomeo Auletes se reunió, en el 55 a. C., con Gabinio con cartas de recomendación de Pompeyo. Por otra parte, se comprometió a pagar a Gabinio la suma de 10 000 talentos si era restaurado en su reino con la ayuda del procónsul. Gabinio aceptó la oferta de Ptolomeo y se puso en marcha con su ejército hacia Egipto. Arquelao, rey durante seis meses, murió en batalla. El comandante de caballería de Gabinio, Marco Antonio (el futuro triunviro) ocupó Pelusium y el ejército romano pudo avanzar sin obstáculo hasta Alejandría. De esta forma Gabinio pudo restaurar en su trono a Auletes, quien no sólo ordenó la muerte de su hija Berenice, sino que ordenó la ejecución de los hombres más ricos de Alejandría para, mediante sus bienes confiscados, poder satisfacer mejor los compromisos que había celebrado con Gabino. Gabinio realizó el ataque a Egipto contra las órdenes del Senado (que lo había prohibido por decreto) y contra un oráculo sibilino, pero tuvo la ayuda financiera de Antípatro de Idumea que buscaba aliados para imponerse en el trono en el lugar de los macabeos.
Tras el regreso de Gabinio a Judea, se encontró con Alejandro, el hijo de Aristóbulo II, de nuevo levantado en armas y, después de derrotarlo en el Monte Tabor, administró el gobierno de este país de acuerdo a los consejos de Antípatro.
Durante su ausencia, Siria fue devastada por piratas. Aunque con dificultades, Gabinio consiguió restablecer el orden, sin embargo 
este hecho le trajo la enemistad de los romanos de la provincia, especialmente de los publicani de la orden ecuestre, cuyos beneficios se vieron disminuidos por las depredaciones de los piratas que realizaron a lo largo de la costa siria, que Gabinio había dejado sin protección durante su expedición a Egipto.

## Acusaciones y fin de su carrera
Fue llamado en Roma en el año 55 a. C., pero permaneció en Siria hasta que llegó su sucesor Marco Licinio Craso en 54 a. C. El 28 de septiembre entró por la noche en Roma, después de permanecer algún tiempo fuera de la ciudad en espera de la concesión de un triunfo, para evitar los insultos del pueblo.
Tardó diez días en presentarse en el senado y cuando lo hizo fue detenido por los cónsules Lucio Domicio Enobarbo y Apio Claudio Pulcro, para responder de las acusaciones de los publicanos. Fue acusado de tres cosas: majestas (traición), por salir de su provincia y hacer la guerra en desafío de la Sibila y del senado; de la que fue absuelto por 38 a 32 votos porque las palabras de la sibila se aplicaban a otros tiempos y a otro rey.
La segunda acusación fue de repetundis ex lege Julia por el soborno recibido de Auletes, de la que fue declarado culpable y condenado al destierro y sus posesiones confiscadas; Cicerón no pudo resistir la insistencia de Pompeyo, y emprendió la defensa de Gabinio, aunque nadie había trabajado con mayor asiduidad que él, desde su regreso del exilio, para ennegrecer el prestigio del acusado. Un fragmento del discurso de Cicerón en favor de Gabinio ha sido conservado por Jerónimo, pero su defensa no tuvo éxito, a pesar del testimonio favorable de los delegados de Alejandría y de Pompeyo, respaldado por una carta del propio César.
Tras el exilio de Gabinio se realizó una tercera acusación contra su persona, fue de ambitus (extorsión), y se confió la acusación a Publio Cornelio Sila, como fiscal.

## Su regreso y muerte
En el año 49 a. C. regresó de su exilio llamado por Julio César, pero no tomó parte en las hostilidades directas contra Pompeyo, en la guerra civil. Después de la batalla de Farsalia, fue enviado a Iliria con tropas recientemente reclutadas, con el fin de reforzar a Quinto Cornificio. Por temor a la flota de los pompeyanos, usó la ruta terrestre, y, en su marcha, fue atacado por los bárbaros dálmatas. Consiguió, no sin dificultad, refugiarse en Salona, desde donde pudo rechazar los ataques lanzados por el comandante pompeyano Marco Octavio, pero a finales del año 48 a. C. o inicios del 47 a. C. murió de enfermedad.